# بروميليا صخرية
أنَنَاس بريّ أو أناناس بري أو بروميليا صخرية (الاسم العلمي: Bromelia sylvicola) هو نوع نباتي يتبع جنس البروميليا من فصيلة البروميلية.